# República de las Floridas
La República de las Floridas fue un micro-Estado no reconocido organizado como república pirata, que duró entre el 29 de junio y el 23 de diciembre de 1817 y que solo abarcó la isla Amelia, aunque su intención era crear un estado que abarcase ambas Floridas (Florida Occidental y Florida Oriental). Estaba limitada por Estados Unidos, la Nación Semínola (quien de verdad controlaba la península de Florida, aunque nominalmente siguiese bajo soberanía española), la Capitanía General de Cuba y la colonia británica de las Bahamas.

## Contexto y origen

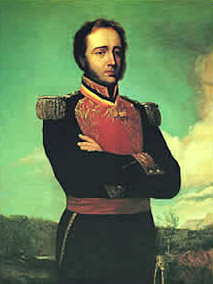
General Gregor MacGregor.

Mientras el Imperio español en América empezaba su declive debido a las Guerras Napoleónicas, los Estados Unidos iniciaban su expansión territorial por el sur y occidente de sus límites fronterizos de ese entonces, consolidando su adquisición de la Luisiana a Francia. La situación entonces empezó a cambiar en la colonia española de la Florida, un territorio que varias veces había sido disputado por Inglaterra (ocupado previamente entre 1763 y 1783), desde principios de siglo la única autoridad española que sobrevivía era donde había una guarnición militar, que eran las ciudades costeras, el interior se encontraba en disputa entre nativos (el Estado de Muskogee fue un primer intento de independencia, tanto frente a España como a Estados Unidos) y colonos (entre estos estaban los estadounidenses, que querían independizar Florida para unirla a la Unión).
El general Juan Bautista Arismendi en medio de la lucha por independizar Venezuela, tuvo la idea de capturar uno de los puertos en el este o el oeste de Florida, que entonces eran colonias españolas, para usarlo como trampolín para las operaciones republicanas en otras partes de América Latina. A MacGregor, en ese momento al servicio de Arismendi, le gustó la idea y, después de un intento fallido de reclutar en Haití, navegó a los Estados Unidos para recaudar dinero y voluntarios. Poco después de su partida a principios de 1817, le llegó una carta de felicitación a Margarita desde Bolívar, ascendiendo a MacGregor a general de división, otorgándole la Orden de los Libertadores y pidiéndole que regresara a Venezuela. MacGregor permaneció ignorante de esto durante dos años. El 31 de marzo de 1817 en Filadelfia, MacGregor recibió un documento de Lino de Clemente, Pedro Gual, Juan Germán Roscio, Constante Ferrari, Agustín Codazzi y Martin Thompson, cada uno de los cuales afirmaba hablar en nombre de una o más de las repúblicas latinoamericanas. Se autodenominaron los "diputados de la América libre" y pidieron a MacGregor que tomara posesión de "tanto las Floridas, el Este y el Oeste" lo antes posible. No se especificó el destino propuesto de Florida; MacGregor supuso que los floridanos buscarían la anexión de los Estados Unidos, ya que en su mayoría no eran de origen español, y que los Estados Unidos cumplirían rápidamente. Por lo tanto, esperaba al menos el apoyo encubierto del gobierno de los Estados Unidos.
MacGregor logra reclutar en Charleston y Savannah unos 150 milicianos en su mayoría veteranos de la guerra anglo-estadounidense de 1812. 
Los Estados Unidos por su parte ambicionaban anexionarse todo el territorio de la Florida, habiendo conquistado ya la República de Florida Occidental. De manera que la Florida se consideraba un objetivo más del expansionismo estadounidense promovido por el presidente James Monroe.
Gregor McGregor, cumpliendo los designios de Arismendi de conseguir un "puerto-trampolín", toma por sorpresa la isla de Amelia (una comunidad anárquica de piratas y otros criminales, que contiene alrededor del 40% de la población del este de Florida, contando con 3.729 habitantes en 1815) el 25 de junio de 1817, izando la Cruz Verde de Florida (bandera diseñada por él mismo, que volvería utilizar como bandera del Principado de Poyais) en el Fuerte San Carlos de Fernandina, una vez sometida la guarnición española al mando del brigadier Francisco Morales, para hacerlo sede del nuevo gobierno.

## Corta vida e incorporación a México

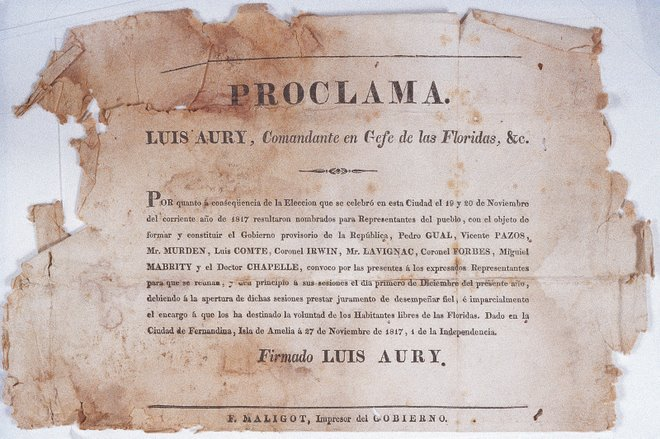
Documento de la proclamación de la República.

MacGregor ocupó la isla de Amelia hasta que no consiguió más apoyo de sus mecenas en septiembre de 1817. MacGregor enfiló sus naves a las Bahamas y dejó la isla en manos del corsario francés con patente mexicana Luis Aury, que la declaró parte de la "República revolucionaria de México" (la cual todavía no había sido creada, al seguir México bajo dominio español). Aprovechando su experiencia militar, Aury organizó la defensa marina del territorio para cortar las suministros de armas desde La Habana y Charleston. Por su parte Pedro Gual, se encargaría de redactar una constitución junto al boliviano Vicente Pazos Kanki. Una vez creada la república, se organizaron las instituciones, se nombraron autoridades y se establecieron plazos a aquellos que no simpatizaban con la independencia para que vendieran sus bienes y abandonaran el territorio.

Ahí (en Amelia) nos unimos en número de 250 a las tropas del general Aury...que dispuso la creación de tres batallones para garantizar el control de la isla, uno de británicos y norteamericanos bajo el mando del coronel Wals, el segundo de negros y mulatos bajo el mando del coronel Morselin negro y el tercero de europeos posteriormente bajo mi mando....en fecha 8 de febrero de 1818 con Decreto (sucesivo) del general Aury... mi amigo Agustín Codazzi fue nombrado Teniente de artillería y yo fui promovido a Jefe de batallón.
Costante Ferrari. Memorie postume, p. 425

## Conquista estadounidense: el final

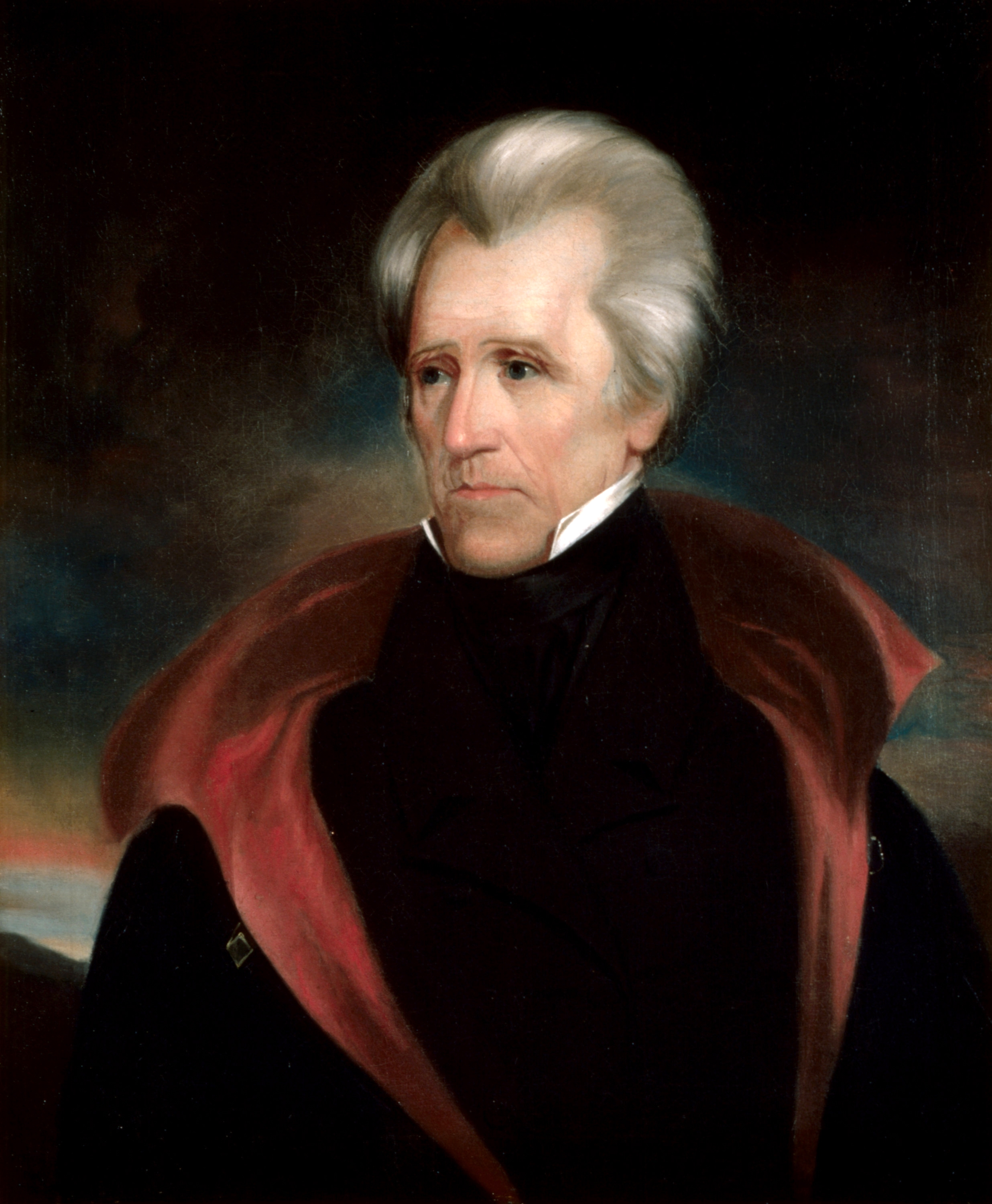
General Andrew Jackson.

El gobierno del presidente James Monroe, alertado de los hechos en la isla de Amelia, calificó a este estado como un establecimiento «pirata» que debía ser eliminada, además con la toma de la isla, esta le serviría como puesto de avanzada para internarse en el territorio peninsular y someter a los indios seminolas que hostigaban a los colonos del vecino estado de Georgia (esto daría comienzo a la primera de las Guerras Seminolas). Para agilizar la autorización del Congreso el presidente Monroe se valió de incidentes que condujeron a terminar con su existencia, tales como el incendio del buque venezolano Tentativa por haber invadido aguas estadounidenses.
Las operaciones comenzaron el 22 de diciembre cuando el comodoro J. D. Henley y el mayor J. Bankhead le comunicaron a Aury su intención de tomar la isla Amelia. Al día siguiente, Andrew Jackson al mando de tropas provenientes de Charleston, tomó toda la isla expulsando a la fuerza expedicionaria del fuerte San Carlos de Fernandina.
Para reforzar la victoria estadounidense y evitar represalias que sirvieran de pretexto a alguna acusación de ilegitimidad, se designó al propio Jackson como gobernador militar de la Florida "en representación de España".

## Legado

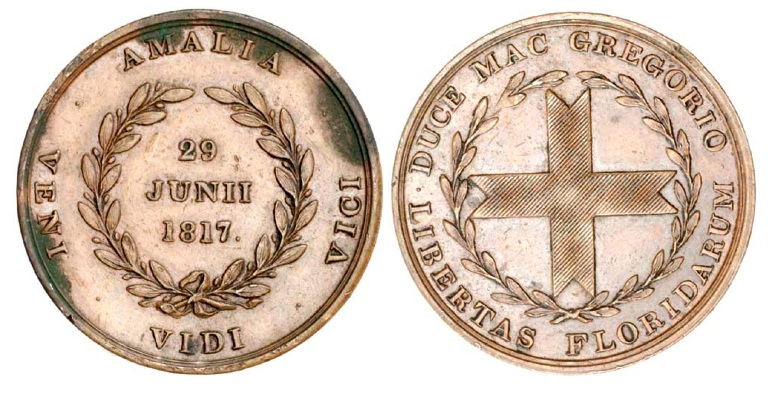
Medallón conmemorativo con el motivo de la Cruz Verde y las inscripciones en latín Amalia Veni Vidi Vici ("Amelia, vine, vi, vencí") y Duce Mac Gregorio Libertas Floridarium ("Libertad para las Floridas bajo el liderazgo de MacGregor"). Emitido en 1817 en las Bahamas.

El fuerte San Carlos fue abandonado al poco tiempo de establecerse el dominio estadounidense. 

### Guerra de Secesión
En los días previos a la Guerra Civil Estadounidense, los simpatizantes confederados que se hacían llamar el "Tercer Regimiento de Voluntarios de Florida" tomaron el control de Fuerte Clinch el 8 de enero de 1861 (esto fue dos días antes de la secesión de Florida), ubicado en el extremo norte de la isla, había estado en construcción. Los trabajadores federales abandonaron el sitio. El general confederado Robert E. Lee visitó Fuerte Clinch en noviembre de 1861 y nuevamente en enero de 1862 durante un estudio de las fortificaciones costeras.
Las fuerzas de la Unión restauraron el control federal de la isla el 3 de marzo de 1862. Tenían 28 cañoneras comandadas por el comodoro Samuel Francis Dupont. La isla atrajo esclavos a las líneas de la Unión, donde ganaron la libertad. Para 1863 había 1200 libertos y sus hijos, y 200 blancos viviendo en la isla. Este fue uno de los numerosos sitios donde los libertos se congregaron cerca de las fuerzas de la Unión.
En 1862, el secretario de Guerra, Edward M. Stanton, había pedido ayuda a los abolicionistas del norte para cuidar de los miles de libertos que acampaban cerca de las fuerzas de la Unión en áreas de Carolina del Sur y Florida. Entre los que respondieron estaba Samuel J. May de Siracusa, quien organizó una "Asociación de ayuda para libertos" en la ciudad. Se recaudaron fondos para apoyar a dos maestros en Amelia; uno era Chloe Merrick, también de Siracusa. Ella fue a la isla, donde enseñó a los libertos, estableció una escuela y un orfanato en 1863 y recaudó ayuda continua en Siracusa para ropa y suministros para los pobres de la isla. Continuó su apoyo a la educación y el bienestar en todo el estado después de casarse con el gobernador Harrison Reed de Florida en 1869. Para 1872, aproximadamente una cuarta parte de los niños en edad escolar recibían servicios en nuevas escuelas públicas.

### Siglo XX
En 1942 fue reimpreso de forma privada el Informe de la Comisión Designada para Enmarcar el Plan de Gobierno Provisional de la República de las Floridas (impreso el 9 de diciembre de 1817 para señalar el inicio del "primer año de independencia de las Floridas"), bajo el título de República de las Floridas: Constitución y Marco de Gobierno Redactado por una Comisión Nombrada por la Asamblea de Representantes.